# Велика авантура Мортадела и Филемона
Велика авантура Мортадела и Филемона (шп. La gran aventura de Mortadelo y Filemón) је шпанска комедија из 2003.  снимљена према истоименом стрипу. Редитељ и косценариста филма је Хавијер Фесер. Премијера је одржана 7. фебруара 2003. Неки делови филма представљају пародију на Велико бекство, Рамба, Индијану Џонса и последњи крсташки поход као и на многе друге. Филм је освојио пет награда Гоја.

## Улоге
| Глумац           | Улога                   |
| ---------------- | ----------------------- |
| Бенито Посино    | Мортадело               |
| Пепе Вијуела     | Филемон Пи              |
| Доминик Пинон    | Фреди Мазас             |
| Пако Сагарзазу   | Тиранин (Калимеро)      |
| Јануш Зјемњак    | Нађушко                 |
| Марино Венасио   | Шеф Т. И. А.-е, Висенте |
| Ђанфри Торпера   | Професор Балтазар       |
| Берта Охеа       | Офелија                 |
| Хавијер Алер     | Мики Џин                |
| Емилијана Олмедо | Елизабета II Виндзорска |

## Занимљивости
- У једној сцени из затвора Мики Џин чита стрип Мортадело и Филемон.
- Статисти (становници Тираније) су углавном становници Валенсије и Хихона.